# Psilochilus macrophyllus
Psilochilus macrophyllus är en orkidéart som först beskrevs av John Lindley, och fick sitt nu gällande namn av Oakes Ames. Psilochilus macrophyllus ingår i släktet Psilochilus och familjen orkidéer. Inga underarter finns listade i Catalogue of Life.